# Tianzigang Shuiku
Tianzigang Shuiku är en reservoar i Kina. Den ligger i provinsen Zhejiang, i den östra delen av landet, omkring 85 kilometer nordväst om provinshuvudstaden Hangzhou. Tianzigang Shuiku ligger 24 meter över havet. Arean är 2,4 kvadratkilometer. Trakten runt Tianzigang Shuiku består till största delen av jordbruksmark. Den sträcker sig 2,1 kilometer i nord-sydlig riktning, och 2,7 kilometer i öst-västlig riktning.
Genomsnittlig årsnederbörd är 1 811 millimeter. Den regnigaste månaden är augusti, med i genomsnitt 274 mm nederbörd, och den torraste är november, med 70 mm nederbörd.